# لويز أميرة أورليان
لويز أميرة أورليان (بالفرنسية: Louise d'Orléans) (24 فبراير 1882 - 18 أبريل 1958) كانت الإبنه الصغرى لالأمير فيليب، كونت باريس وزوجته ماري إيزابيل أميرة أورليان.